# NGC 3364
NGC 3364 est une galaxie spirale intermédiaire située dans la constellation de la Grande Ourse. NGC 3364 a été découverte par l'astronome germano-britannique William Herschel en 1785.

## Caractéristiques
Sa vitesse par rapport au fond diffus cosmologique est de 2 799 ± 6 km/s, ce qui correspond à une distance de Hubble de 41,3 ± 2,9 Mpc (∼135 millions d'al).
La classe de luminosité de NGC 3364 est III et elle présente une large raie HI.

## Le groupe de NGC 3348
La galaxie NGC 3364 est un membre d'un trio de galaxies, le groupe de NGC 3348. L'autre galaxie du trio est NGC 3516.